# 斯蒂格·厄斯特林
斯蒂格·厄斯特林（瑞典語：Stig Östling，1948年12月31日—），瑞典男子冰球运动员，场上位置是后卫。他曾代表瑞典国家队参加1972年冬季奥林匹克运动会冰球比赛，获得第4名。